# Jonathan Thiré
Jonathan Thiré, né le 19 avril 1986 à Nantes, est un coureur cycliste français, professionnel de 2008 à 2012. Redescendu chez les amateurs en 2013, il met un terme à sa carrière pour travailler au sein d'Airbus en fin d'année. 

## Palmarès
- 2005
  - 4e étape du Tour de La Réunion
  - Grand Prix des Perreyeux
- 2006
  - La Gainsbarre
  - 3e étape du Loire-Atlantique Espoirs
  - 3e étape du Tour des Cantons de Mareuil-Verteillac
  - 2e du Loire-Atlantique Espoirs
- 2007
  - Circuit de la Vallée de la Loire
  - Tour de Gironde :
    - Classement général
    - 3e étape

  - 1re étape du Tour des Cantons de Mareuil-Verteillac
- 2008
  - 3e étape du Circuit des plages vendéennes
  - 2e du Circuit de la Vallée de la Loire
- 2009
  - Boucles de la Soule
  - 3e du Circuit de la Nive
- 2010
  - 3e de la Ronde de l'Oise
- 2011
  - 2e du Circuit des Deux Provinces
- 2013
  - La Castelbriantaise
  - Grand Prix de Guichen
  - Classement général du Tour des Deux-Sèvres
  - Prix de Notre-Dame-de-Monts
  - 2e de la Ronde du Granit
  - 2e du Saint-Brieuc Agglo Tour
  - 2e du Trophée Louis Caiveau
  - 3e du Souvenir Vincent Moreau
  - 3e du Grand Prix de Saumur
- 2014
  - Grand Prix de Saint-Georges-sur-Loire
- 2024
  - 3e du championnat de France sur route masters 2 (35-39 ans)
- 2025
  - 3e du Grand Prix de Cotonou

## Classements mondiaux
| Année           | 2007 | 2008 | 2009   | 2010 | 2011   | 2012 |
| --------------- | ---- | ---- | ------ | ---- | ------ | ---- |
| UCI Europe Tour | 336e | 760e | 1 079e | 470e | 1 127e | 932e |